# Marienkapelle Buggenau

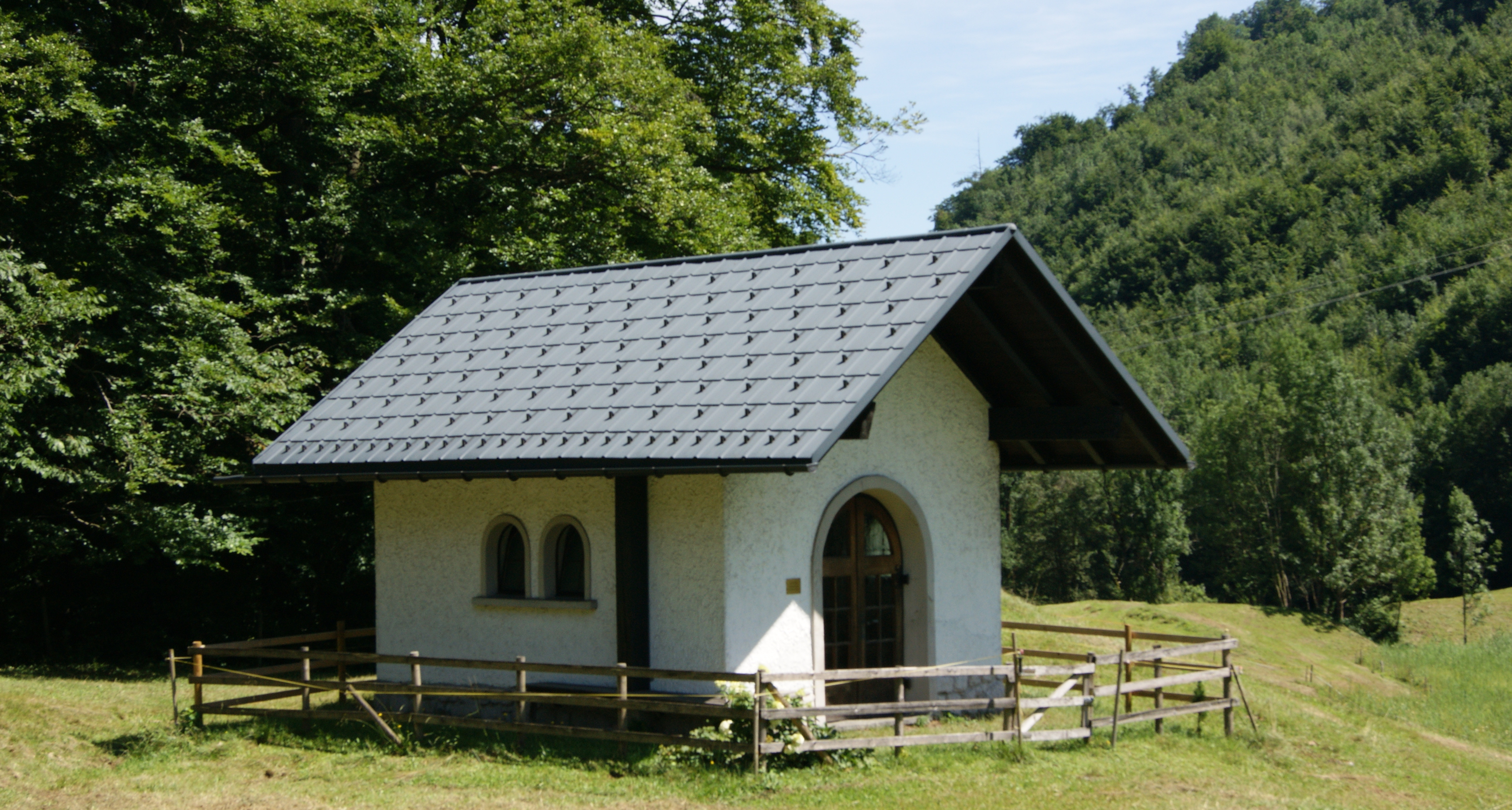
Marienkapelle – aus dem Blickwinkel der Wohnhäuser von Buggenau

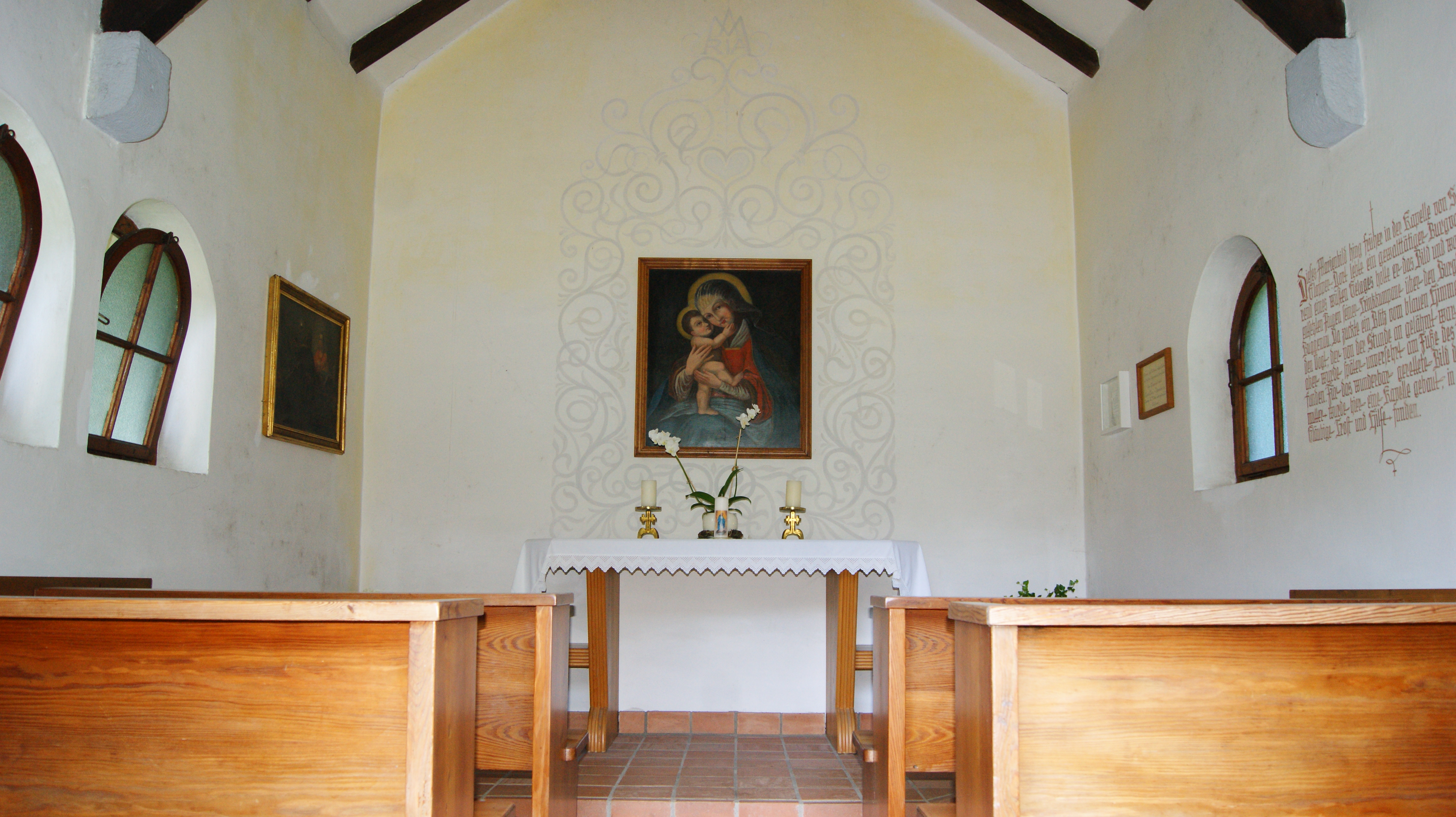
Innenraum der Kapelle

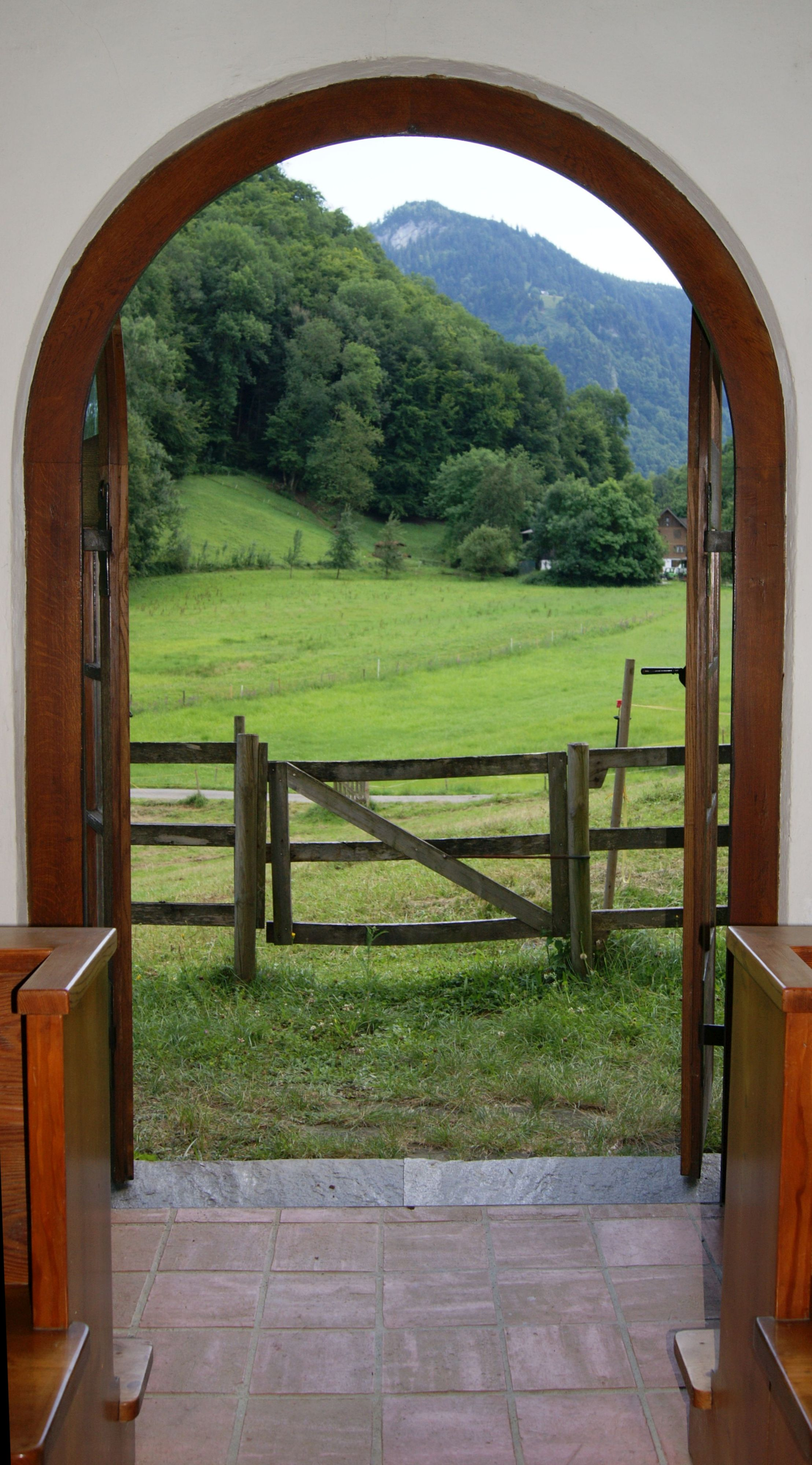
Blick aus der Kapelle über einen Teil von Buggenau

Diese römisch-katholische Marienkapelle Buggenau steht im Ortsteil Buggenau der Gemeinde Hohenems im Bezirk Dornbirn in Vorarlberg. Sie ist der Muttergottes geweiht. Sie wird seelsorgerisch von der Pfarrkirche Hohenems-St. Karl Borromäus in Hohenems betreut. Die Kapelle gehört damit zum Dekanat Dornbirn in der Diözese Feldkirch.

## Geschichte
Die Kapelle wurde 1799 erstmals errichtet. 1885 brannte die Kapelle ab und wurde wieder aufgebaut. Durch Sprengungen im Steinbruch im Erlach wurde die Kapelle 1939 schwer beschädigt und 1946/1947 durch die Familie Waller vom Baugeschäft Mathis neu errichtet. 1979/1980 wurde die Kapelle auf Anregung des Kulturkreises Hohenems von Handwerkern und Mitgliedern des Kulturkreises kostenlos renoviert.

## Kirchenbau

### Lage
Der Kapellenbau (etwa 550 m ü. A.) steht im Ortsteil Buggenau in Hohenems zwischen den Parzellen Buggenau und Schieba. Die Kapelle ist etwa 1,4 km Luftlinie vom Ortszentrum von Hohenems entfernt und nur über eine schmale Straße erreichbar.

### Bauwerk
Der nach allen Seiten freistehende einfache Rechteckbau aus Ziegel unter einem mit Eternit-Dachschindeln eingedeckten Satteldach hat keinen Glockendachreiter und ist innen schlicht gehalten. Die Giebelhöhe beträgt etwa 5,5 m und die Kapelle nimmt eine Fläche von etwa 25 m² ein (ca. 4,5 × 5,5 m). Das Gebäude ist von Norden nach Süden ausgerichtet. An der südlichen Außenseite bei der Türe befindet sich eine Danksagungsplakette aus Messing der Pfarre Hohenems an Rosian Büsel als Wohltäterin.
Fenster und Türen sind mit Sandstein eingefasst und als Rundbogenfenster bzw. -türe ausgeführt. An den Längsseiten westlich und östlich befinden sich je zwei Rundbogenfenster ohne Verzierungen.
Der Bau selbst ist außen und innen weitgehend weiß verputzt und der Boden besteht durchgehend aus terrakottafarbigen Fliesen. Die dunkel gebeizten Dachsparren sind als gestalterisches Element vom Innenraum aus teilweise sichtbar.
Der Altar befindet sich im Norden zum Felsabbruch hin. Der Betraum und Altarraum sind voneinander nicht deutlich abgegrenzt, lediglich eine Stufe deutet eine Grenze an.

## Ausstattung
An der nördlichen Stirnseite befindet sich eine gemalte Darstellung der Muttergottes mit Kind. Gemäß Inschrift in der Kapelle, soll dieses Bild früher in der Kapelle von Schloss Glopper gehangen haben. Ein dort wohnhafter und als gewalttätig bekannter Burgvogt soll das Gemälde während eines Trinkgelages über den Burgfelsen in die Buggenau geworfen haben. Das Gemälde wurde unversehrt am Fuß des Burgfelsens aufgefunden und in dieser Marienkapelle – die für diesen Zweck gebaut wurde – aufgehängt. Den Burgvogt soll der Sage nach ein Blitz aus dem blauen Himmel getroffen haben und er sei von Stund an gelähmt gewesen.
Im Betraum finden in vier schlichten Bänken aus lackiertem Tannenholz acht Gläubige Platz.